# Lee Radziwill

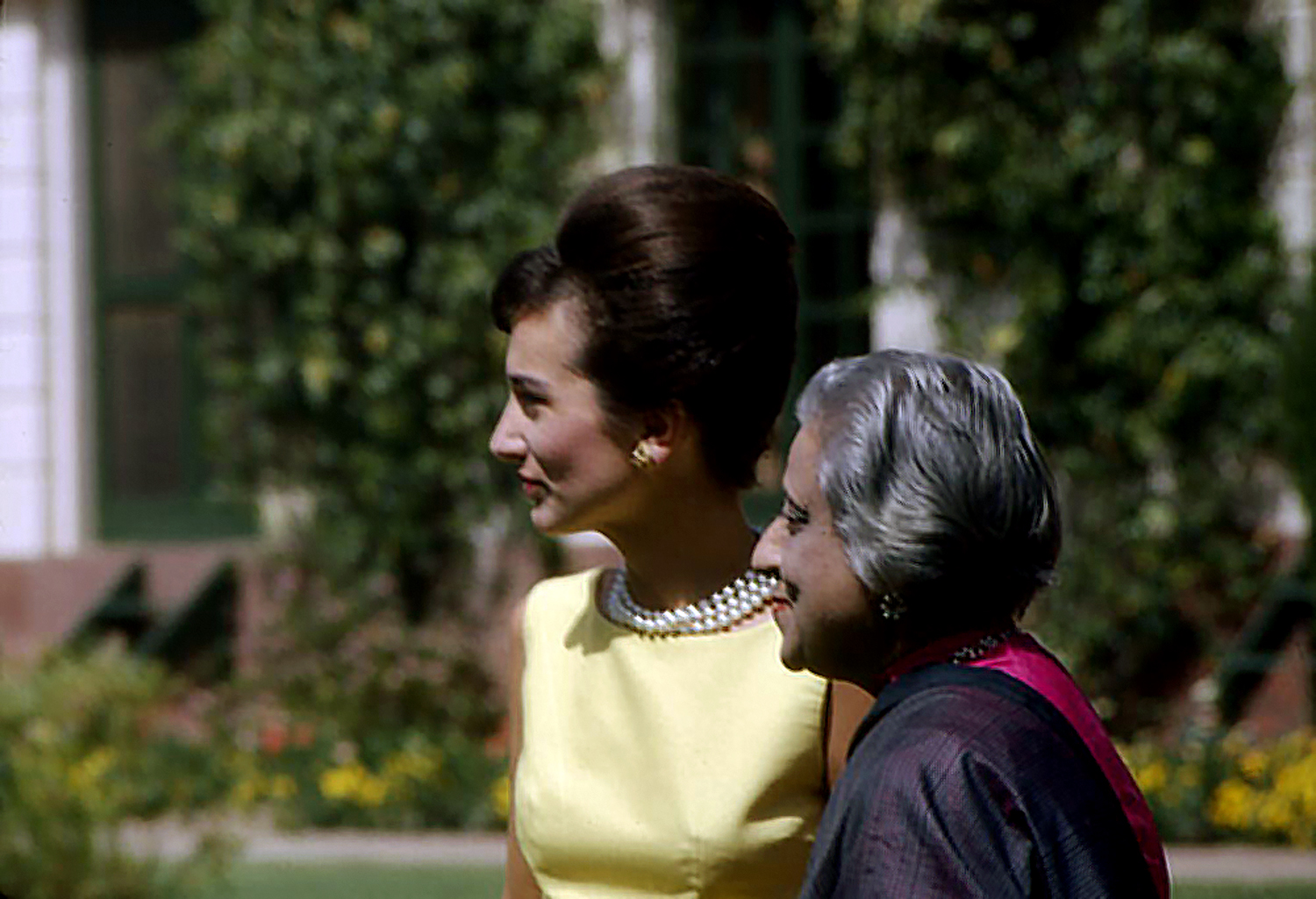
Lee Radziwill (links) in Indien, 1962

Caroline Lee Radziwill, geb. Bouvier (* 3. März 1933 in Southampton auf Long Island; † 15. Februar 2019 in New York City), war eine US-amerikanische Innenarchitektin, Schauspielerin und Autorin. Sie war die jüngere Schwester der früheren First Lady der Vereinigten Staaten, Jacqueline Kennedy Onassis, und somit die Schwägerin des Präsidenten John F. Kennedy. Ihre Nichte Caroline Bouvier Kennedy ist nach ihr benannt.

## Biografie
Caroline Lee Bouvier war die zweite Tochter des Börsenmaklers John Vernou Bouvier III und dessen Ehefrau Janet Norton Lee. Die Bouvier-Familie hat französische Wurzeln. Lee ist benannt nach ihrem Großvater mütterlicherseits, James T. Lee. Die Eltern ließen sich 1940 scheiden; die Mutter heiratete 1943 den Investmentbanker Hugh D. Auchincloss. Dadurch bekamen die beiden Bouvier-Töchter mehrere Halb- und Stiefgeschwister. Sie zogen von New York in den Norden Virginias.
1951 unternahm die 18-jährige Lee mit ihrer dreieinhalb Jahre älteren Schwester Jackie eine Reise durch Europa. Dabei trafen sie den Kunsthistoriker Bernard Berenson, durch den unter anderem Lees Interesse für die Kunst geweckt wurde. Während der Reise schrieben die Schwestern eine Art Tagebuch mit Zeichnungen. In den 1970er Jahren beschlossen sie gemeinsam, das Reisetagebuch One Special Summer zu veröffentlichen. Nach ihrer Rückkehr in die Staaten arbeitete Lee als Reporterin für den Washington Times-Herald, bevor sie ein Studium am Vassar College begann. Sie brach das Studium jedoch ab, um als Assistentin von Diana Vreeland bei Harper’s Bazaar zu arbeiten.
Im April 1953 heiratete sie Michael Temple Canfield, mit dem sie in London lebte. Hier lernte sie den aus dem polnischen Adelsgeschlecht Radziwiłł stammenden Stanisław Albrecht Radziwiłł (Prince Radziwill) kennen, den sie im März 1959 heiratete, nachdem ihre erste Ehe geschieden und von der katholischen Kirche annulliert worden war. Aus dieser zweiten Ehe stammen die beiden Kinder Lee Radziwills, Anthony und Anna Christina Radziwill. Bei der Einrichtung ihrer beiden Wohnsitze in London und in Turville arbeitete Lee eng mit dem italienischen Innenarchitekten Renzo Mongiardino zusammen.
Während der Präsidentschaft ihres Schwagers John F. Kennedy 1961–63 begleitete Lee mehrfach ihre Schwester Jackie und während deren Schwangerschaft auch den Präsidenten bei Staatsbesuchen, etwa bei Kennedys berühmter „Ich bin ein Berliner“-Rede. In dieser Zeit lernte sie auch den griechischen Reeder Aristoteles Onassis kennen, der später ihre Schwester heiratete. Nach Kennedys Ermordung bezog Lee in New York in der Nähe ihrer Schwester ein Apartment, das sie wiederum mit der Hilfe Mongiardinos einrichtete. Sie schrieb Mode- und Kulturartikel für das Magazin Ladies’ Home Journal. Auch freundete sie sich mit Truman Capote an, der sie zur Schauspielerei drängte. Trotz großen öffentlichen Interesses blieb sie als Schauspielerin erfolglos. Ihre Hauptrolle im Theaterstück The Philadelphia Story (1967) wurde verrissen. Auch ihre Titelrolle in der Fernseh-Neuverfilmung des Otto-Preminger-Films Laura (1968) erhielt negative Kritiken. Lee gab daraufhin die Schauspielerei auf.
Lee hatte eine Beziehung zu dem Fotografen Peter Beard, wodurch die Ehe mit Radziwill zerbrach; sie wurde 1974 geschieden. Mit Beard und Capote begleitete Lee 1972 die Nordamerika-Tournee der Rolling Stones. Sie arbeitete als Innenarchitektin, machte Pläne für eine Talkshow im Fernsehen („Conversations with Lee Radziwill“) und begann ihre Erinnerungen aufzuschreiben. Ein von ihr gemeinsam mit Beard geplanter Film über die Kindheit der Bouvier-Schwestern bei ihrer Tante Edith Ewing Bouvier und deren Tochter Edith Bouvier Beale kam nicht zustande, das hierbei entstandene Material wurde jedoch 2017 von Göran Olsson im Dokumentarfilm That Summer verarbeitet. Über das Anwesen ihrer Tante drehten die Brüder David und Albert Maysles den Dokumentarfilm Grey Gardens, zu dem es später auch ein erfolgreiches Musical gab.
Um 1978 verlobte sie sich mit dem Hotelier Newton Cope (1922–2005) aus San Francisco und wollte ihn im Frühjahr 1979 heirateten. Sie ließ ihn jedoch buchstäblich vor dem Altar stehen, während sich die Hochzeitsgäste schon versammelten. Zur Begründung erklärte sie, niemand hätte je von ihm gehört, „wenn ich nicht gewesen wäre!“ Anschließend unternahmen beide trotzdem die zuvor geplante Reise in die Karibik.
Im September 1988 heiratete Lee Radziwill den amerikanischen Choreografen und Filmregisseur Herbert Ross. Die Ehe wurde 2001 geschieden, kurz bevor Ross starb.
Lee Radziwill verstarb in ihrer Wohnung (160 East 72nd Street, Upper East Side) in Manhattan. Die Trauerfeier wurde in der Kirche Thomas More in New York City gehalten; unter den Trauergästen waren Caroline Kennedy, Carole Radziwill, Marc Jacobs, Tory Burch, Sofia Coppola, Carolina Herrera, Peter Beard und Deeda Blair.

### Veröffentlichungen von Lee Radziwill
- Lee, Vorwort von Peter Beard, Assouline Publishing 2015, ISBN 978-1-61428-469-7 (englisch)
- Happy Times, Assouline Publishing 2001, ISBN 978-2843232503 (englisch)
- One Special Summer, Jacqueline and Lee Bouvier, Rizzoli 2006 (ursprünglich 1974 veröffentlicht), ISBN 978-0-8478-2787-9 (englisch)

### Veröffentlichungen über Lee Radziwill
- Diana Dubois: In Her Sisterʼs Shadow: An Intimate Biography of Lee Radziwill, Little Brown & Co. 1995, ISBN 978-0-316-18753-4 (englisch)